# All-4-One
All-4-One é um grupo de R&B formado em 1993 em Glendale, Califórnia. São mais conhecidos por seu hit single "I Swear", de seu auto-intitulado álbum de estreia All-4-One de 1994. O grupo é composto por Tony Borowiak, Jamie Jones, Delious Kennedy e Alfred Nevarez, todos de Antelope Valley e Mojave, áreas da Califórnia, mas residem em Los Angeles.

## Discografia

### Álbuns
- All-4-One (1994)
- And the Music Speaks (1995)
- On and On (1999)
- A41 (2002)
- Split Personality (2004)
- No Regrets (2009)

### Singles
- "So Much in Love"
- "I Swear"
- "Breathless"
- "(She's Got) Skillz"
- "Yo Te Voy a Querer"
- "I Can Love You Like That"
- "I'm Your Man"
- "These Arms"
- "Someday"
- "Love Shouldn't Hurt"
- "I Will Be Right Here"
- "Not Ready for Goodbye"
- "Beautiful As U"
- "My Child"
- "When I Needed an Angel"